# Liste des planètes mineures (622001-623000)
Voici la liste des planètes mineures numérotées de 622001 à 623000. Les planètes mineures sont numérotées lorsque leur orbite est confirmée, ce qui peut parfois se produire longtemps après leur découverte. Elles sont classées ici par leur numéro.

## Planètes mineures 622001 à 623000
- (622001) 2011 UZ466
- (622002) 2011 UE470
- (622003) 2011 UQ470
- (622004) 2011 UV475
- (622005) 2011 UE488
- (622006) Vákárlajos
- (622007) 2011 VD16
- (622008) 2011 VG17
- (622009) 2011 WW16
- (622010) 2011 WG42
- (622011) 2011 WC43
- (622012) 2011 WY45
- (622013) 2011 WJ53
- (622014) 2011 WY55
- (622015) 2011 WS64
- (622016) 2011 WX98
- (622017) 2011 WA115
- (622018) 2011 WA116
- (622019) 2011 WU141
- (622020) 2011 WM144
- (622021) 2011 WP146
- (622022) 2011 WE150
- (622023) 2011 WW165
- (622024) 2011 WA186
- (622025) 2011 YJ1
- (622026) 2011 YJ75
- (622027) 2011 YT85
- (622028) 2011 YS86
- (622029) 2012 AV10
- (622030) 2012 AK33
- (622031) 2012 BL46
- (622032) 2012 BF64
- (622033) 2012 BO101
- (622034) 2012 BY121
- (622035) 2012 BB132
- (622036) 2012 BL161
- (622037) 2012 BO166
- (622038) 2012 BV166
- (622039) 2012 BZ171
- (622040) 2012 BX175
- (622041) 2012 BZ176
- (622042) 2012 BU187
- (622043) 2012 CT13
- (622044) 2012 CV28
- (622045) 2012 CD49
- (622046) 2012 CN57
- (622047) 2012 CD61
- (622048) 2012 CA63
- (622049) 2012 CJ66
- (622050) 2012 DP4
- (622051) 2012 DV103
- (622052) 2012 DP108
- (622053) 2012 DT113
- (622054) 2012 EX20
- (622055) 2012 ER24
- (622056) 2012 EP25
- (622057) 2012 EN27
- (622058) 2012 EO31
- (622059) 2012 FB28
- (622060) 2012 FL85
- (622061) 2012 FD87
- (622062) 2012 FR89
- (622063) 2012 FW89
- (622064) 2012 FG90
- (622065) 2012 FS90
- (622066) 2012 FN101
- (622067) 2012 GP
- (622068) 2012 GG31
- (622069) 2012 GW35
- (622070) 2012 GS44
- (622071) 2012 GY44
- (622072) 2012 GE49
- (622073) 2012 GV49
- (622074) 2012 HR49
- (622075) 2012 HZ55
- (622076) 2012 HD58
- (622077) 2012 HL58
- (622078) 2012 HR67
- (622079) 2012 HY88
- (622080) 2012 HM93
- (622081) 2012 HQ94
- (622082) 2012 HF100
- (622083) 2012 HN101
- (622084) 2012 HH102
- (622085) 2012 HV109
- (622086) 2012 HP111
- (622087) 2012 JC7
- (622088) 2012 JD16
- (622089) 2012 JV31
- (622090) 2012 JM34
- (622091) 2012 JS35
- (622092) 2012 JF36
- (622093) 2012 JP38
- (622094) 2012 JZ39
- (622095) 2012 JD40
- (622096) 2012 JL42
- (622097) 2012 JU42
- (622098) 2012 JF44
- (622099) 2012 JS44
- (622100) 2012 JZ46
- (622101) 2012 JH48
- (622102) 2012 JS48
- (622103) 2012 JE49
- (622104) 2012 JY55
- (622105) 2012 JG63
- (622106) 2012 JE70
- (622107) 2012 JP70
- (622108) 2012 JA71
- (622109) 2012 JY72
- (622110) 2012 KW7
- (622111) 2012 KH8
- (622112) 2012 KP11
- (622113) 2012 KA13
- (622114) 2012 KB17
- (622115) 2012 KU18
- (622116) 2012 KT24
- (622117) 2012 KA38
- (622118) 2012 KE40
- (622119) 2012 KN59
- (622120) 2012 KO61
- (622121) 2012 KU61
- (622122) 2012 KU64
- (622123) 2012 LX
- (622124) 2012 LJ9
- (622125) 2012 LZ17
- (622126) 2012 LB29
- (622127) 2012 LL29
- (622128) 2012 LV29
- (622129) 2012 MT8
- (622130) 2012 PJ8
- (622131) 2012 PR10
- (622132) 2012 PA12
- (622133) 2012 PY45
- (622134) 2012 PG47
- (622135) 2012 PF48
- (622136) 2012 PV52
- (622137) 2012 PC54
- (622138) 2012 PA57
- (622139) 2012 QH10
- (622140) 2012 QJ26
- (622141) 2012 QQ29
- (622142) 2012 QZ49
- (622143) 2012 QA64
- (622144) 2012 QC64
- (622145) 2012 QW65
- (622146) 2012 RF4
- (622147) 2012 RB12
- (622148) 2012 RY14
- (622149) 2012 RS20
- (622150) 2012 RP25
- (622151) 2012 RJ27
- (622152) 2012 RL30
- (622153) 2012 SE3
- (622154) 2012 SC18
- (622155) 2012 SF39
- (622156) 2012 SQ45
- (622157) 2012 ST45
- (622158) 2012 SG73
- (622159) 2012 SV88
- (622160) 2012 TQ16
- (622161) 2012 TO42
- (622162) 2012 TM43
- (622163) 2012 TQ51
- (622164) 2012 TU60
- (622165) 2012 TX70
- (622166) 2012 TE107
- (622167) 2012 TJ115
- (622168) 2012 TL117
- (622169) 2012 TR137
- (622170) 2012 TJ160
- (622171) 2012 TQ172
- (622172) 2012 TE208
- (622173) 2012 TO247
- (622174) 2012 TS256
- (622175) 2012 TR288
- (622176) 2012 TU319
- (622177) 2012 TP324
- (622178) 2012 TE330
- (622179) 2012 TS350
- (622180) 2012 TP366
- (622181) 2012 UA29
- (622182) 2012 UV32
- (622183) 2012 UG90
- (622184) 2012 UT127
- (622185) 2012 UN135
- (622186) 2012 UX156
- (622187) 2012 UG157
- (622188) 2012 UR179
- (622189) 2012 UO188
- (622190) 2012 UR206
- (622191) 2012 UW206
- (622192) 2012 UY206
- (622193) 2012 UN221
- (622194) 2012 UV222
- (622195) 2012 UJ225
- (622196) 2012 VV18
- (622197) 2012 VE49
- (622198) 2012 VO95
- (622199) 2012 VU95
- (622200) 2012 VD98
- (622201) 2012 VB102
- (622202) 2012 VY127
- (622203) 2012 VG130
- (622204) 2012 WM34
- (622205) 2012 WT38
- (622206) 2012 XF3
- (622207) 2012 XY4
- (622208) 2012 XZ35
- (622209) 2012 XO61
- (622210) 2012 XE86
- (622211) 2012 XK91
- (622212) 2012 XX94
- (622213) 2012 XZ98
- (622214) 2012 XG109
- (622215) 2012 XW114
- (622216) 2012 XO119
- (622217) 2012 XB143
- (622218) 2012 XA144
- (622219) 2012 XT168
- (622220) 2013 AP17
- (622221) 2013 AP25
- (622222) 2013 AC28
- (622223) 2013 AN35
- (622224) 2013 AR54
- (622225) 2013 AK104
- (622226) 2013 AB125
- (622227) 2013 AW141
- (622228) 2013 AH148
- (622229) 2013 AN155
- (622230) 2013 AW160
- (622231) 2013 AU166
- (622232) 2013 AP172
- (622233) 2013 AB173
- (622234) 2013 AY186
- (622235) 2013 BN7
- (622236) 2013 BR35
- (622237) 2013 BC59
- (622238) 2013 BR81
- (622239) 2013 BK94
- (622240) 2013 BP95
- (622241) 2013 CA42
- (622242) 2013 CR111
- (622243) 2013 CS125
- (622244) 2013 CO172
- (622245) 2013 CR249
- (622246) 2013 DJ21
- (622247) 2013 EM1
- (622248) 2013 EN44
- (622249) 2013 EN48
- (622250) 2013 EJ60
- (622251) 2013 EN69
- (622252) 2013 EW131
- (622253) 2013 EY132
- (622254) 2013 ES149
- (622255) 2013 EC160
- (622256) 2013 ES160
- (622257) 2013 EP172
- (622258) 2013 FJ33
- (622259) 2013 GJ18
- (622260) 2013 GN19
- (622261) 2013 GU20
- (622262) 2013 GP51
- (622263) 2013 GY79
- (622264) 2013 GT126
- (622265) 2013 GE133
- (622266) 2013 GN142
- (622267) 2013 GF144
- (622268) 2013 GG157
- (622269) 2013 HT2
- (622270) 2013 HP5
- (622271) 2013 HZ41
- (622272) 2013 HU65
- (622273) 2013 HA72
- (622274) 2013 HR101
- (622275) 2013 HO102
- (622276) 2013 HD104
- (622277) 2013 HQ104
- (622278) 2013 HM105
- (622279) 2013 HP133
- (622280) 2013 HF142
- (622281) 2013 HS146
- (622282) 2013 HL149
- (622283) 2013 HD160
- (622284) 2013 JV31
- (622285) 2013 JJ50
- (622286) 2013 JG55
- (622287) 2013 JW72
- (622288) 2013 JQ74
- (622289) 2013 JL76
- (622290) 2013 KU
- (622291) 2013 KG5
- (622292) 2013 KK20
- (622293) 2013 LP1
- (622294) 2013 LH13
- (622295) 2013 LW15
- (622296) 2013 LM30
- (622297) 2013 LP30
- (622298) 2013 LZ37
- (622299) 2013 LA39
- (622300) 2013 LQ40
- (622301) 2013 MN9
- (622302) 2013 MM21
- (622303) 2013 NR
- (622304) 2013 NV7
- (622305) 2013 NP10
- (622306) 2013 NG14
- (622307) 2013 NH16
- (622308) 2013 NT19
- (622309) 2013 NY27
- (622310) 2013 NG36
- (622311) 2013 NQ38
- (622312) 2013 NW39
- (622313) 2013 NC43
- (622314) 2013 NY48
- (622315) 2013 NJ56
- (622316) 2013 NT67
- (622317) 2013 OD
- (622318) 2013 PB17
- (622319) 2013 PK17
- (622320) 2013 PT21
- (622321) 2013 PD23
- (622322) 2013 PM33
- (622323) 2013 PL35
- (622324) 2013 PX37
- (622325) 2013 PD38
- (622326) 2013 PN49
- (622327) 2013 PO50
- (622328) 2013 PH59
- (622329) 2013 PT61
- (622330) 2013 PA62
- (622331) 2013 PS66
- (622332) 2013 PJ79
- (622333) 2013 PX81
- (622334) 2013 PT83
- (622335) 2013 PT108
- (622336) 2013 PX125
- (622337) 2013 QO12
- (622338) 2013 QY18
- (622339) 2013 QE23
- (622340) 2013 QK31
- (622341) 2013 QC46
- (622342) 2013 QU48
- (622343) 2013 QM55
- (622344) 2013 QN57
- (622345) 2013 QG58
- (622346) 2013 QW58
- (622347) 2013 QQ59
- (622348) 2013 QB62
- (622349) 2013 QS68
- (622350) 2013 QV68
- (622351) 2013 QA76
- (622352) 2013 QG83
- (622353) 2013 QE92
- (622354) 2013 QL98
- (622355) 2013 QK102
- (622356) 2013 RE12
- (622357) 2013 RN19
- (622358) 2013 RQ29
- (622359) 2013 RV31
- (622360) 2013 RK41
- (622361) 2013 RF44
- (622362) 2013 RX46
- (622363) 2013 RP50
- (622364) 2013 RR58
- (622365) 2013 RU64
- (622366) 2013 RD67
- (622367) 2013 RC69
- (622368) 2013 RZ80
- (622369) 2013 RZ86
- (622370) 2013 RH102
- (622371) 2013 RU104
- (622372) 2013 RU110
- (622373) 2013 RC113
- (622374) 2013 RJ116
- (622375) 2013 RL120
- (622376) 2013 RP130
- (622377) 2013 RA132
- (622378) 2013 SB
- (622379) 2013 SN14
- (622380) 2013 SJ19
- (622381) 2013 SO22
- (622382) 2013 ST33
- (622383) 2013 ST37
- (622384) 2013 SS38
- (622385) 2013 SD45
- (622386) 2013 SN46
- (622387) 2013 SK53
- (622388) 2013 SU54
- (622389) 2013 SC70
- (622390) 2013 SP75
- (622391) 2013 SH86
- (622392) 2013 SS98
- (622393) 2013 SD109
- (622394) 2013 SH109
- (622395) 2013 TQ3
- (622396) 2013 TZ6
- (622397) 2013 TR10
- (622398) Fraser
- (622399) 2013 TU21
- (622400) 2013 TL23
- (622401) 2013 TD24
- (622402) 2013 TJ25
- (622403) 2013 TC28
- (622404) 2013 TY34
- (622405) 2013 TM36
- (622406) 2013 TJ46
- (622407) 2013 TZ49
- (622408) 2013 TK54
- (622409) 2013 TM81
- (622410) 2013 TF84
- (622411) 2013 TH93
- (622412) 2013 TM101
- (622413) 2013 TS103
- (622414) 2013 TS105
- (622415) 2013 TD113
- (622416) 2013 TN120
- (622417) 2013 TD121
- (622418) 2013 TT129
- (622419) 2013 TP130
- (622420) 2013 TE131
- (622421) 2013 TH137
- (622422) 2013 TA138
- (622423) 2013 TJ145
- (622424) 2013 TD150
- (622425) 2013 TR162
- (622426) 2013 TU162
- (622427) 2013 TU186
- (622428) 2013 TW188
- (622429) 2013 TM190
- (622430) 2013 TS195
- (622431) 2013 TM201
- (622432) 2013 TA205
- (622433) 2013 TY212
- (622434) 2013 UC7
- (622435) 2013 UE13
- (622436) 2013 UB14
- (622437) 2013 UY23
- (622438) 2013 UJ28
- (622439) 2013 UM42
- (622440) 2013 VU21
- (622441) 2013 VJ44
- (622442) 2013 VT50
- (622443) 2013 VK51
- (622444) 2013 VE55
- (622445) 2013 VQ58
- (622446) 2013 VW69
- (622447) 2013 WB15
- (622448) 2013 WQ20
- (622449) 2013 WX30
- (622450) 2013 WU32
- (622451) 2013 WM56
- (622452) 2013 WQ64
- (622453) 2013 WU66
- (622454) 2013 WA68
- (622455) 2013 WV70
- (622456) 2013 WU97
- (622457) 2013 WZ103
- (622458) 2013 WQ120
- (622459) 2013 WA121
- (622460) 2013 WF130
- (622461) 2013 XK3
- (622462) 2013 XV7
- (622463) 2013 XD14
- (622464) 2013 XO14
- (622465) 2013 XY41
- (622466) 2013 YR18
- (622467) Ignés
- (622468) 2013 YM37
- (622469) 2013 YZ53
- (622470) 2013 YQ65
- (622471) 2013 YU109
- (622472) 2013 YM148
- (622473) 2013 YW163
- (622474) 2014 AH1
- (622475) 2014 AP13
- (622476) 2014 AP24
- (622477) 2014 AB49
- (622478) 2014 AT58
- (622479) 2014 AY61
- (622480) 2014 BO8
- (622481) 2014 BK14
- (622482) 2014 BD21
- (622483) 2014 BC23
- (622484) 2014 BY32
- (622485) 2014 BD52
- (622486) 2014 BY52
- (622487) 2014 BP68
- (622488) 2014 BJ74
- (622489) 2014 BK79
- (622490) 2014 CH11
- (622491) 2014 CO35
- (622492) 2014 DT46
- (622493) 2014 DG47
- (622494) 2014 DP60
- (622495) 2014 DJ106
- (622496) 2014 DB108
- (622497) 2014 DJ132
- (622498) 2014 DD133
- (622499) 2014 DU148
- (622500) 2014 DO158
- (622501) 2014 DT158
- (622502) 2014 DX163
- (622503) 2014 EA
- (622504) 2014 ET25
- (622505) 2014 EW52
- (622506) 2014 EV64
- (622507) 2014 EG67
- (622508) 2014 ED85
- (622509) 2014 EC91
- (622510) 2014 EV95
- (622511) 2014 EX125
- (622512) 2014 EK140
- (622513) 2014 EH152
- (622514) 2014 EG207
- (622515) 2014 EC218
- (622516) 2014 FT27
- (622517) 2014 FZ81
- (622518) 2014 FM85
- (622519) 2014 GL
- (622520) 2014 GS
- (622521) 2014 GF15
- (622522) 2014 GG21
- (622523) 2014 GO23
- (622524) 2014 GC26
- (622525) 2014 GQ36
- (622526) 2014 GR48
- (622527) 2014 GM75
- (622528) 2014 GU89
- (622529) 2014 GA90
- (622530) 2014 HR1
- (622531) 2014 HW22
- (622532) 2014 HS26
- (622533) 2014 HB32
- (622534) 2014 HY32
- (622535) 2014 HE36
- (622536) 2014 HK37
- (622537) 2014 HR38
- (622538) 2014 HP40
- (622539) 2014 HZ143
- (622540) 2014 HB173
- (622541) 2014 HG173
- (622542) 2014 HH173
- (622543) 2014 HR175
- (622544) 2014 HD200
- (622545) 2014 HX207
- (622546) 2014 HX211
- (622547) 2014 HQ213
- (622548) 2014 JG1
- (622549) 2014 JN17
- (622550) 2014 JD18
- (622551) 2014 JS21
- (622552) 2014 JB33
- (622553) 2014 JO41
- (622554) 2014 JE43
- (622555) 2014 JT49
- (622556) 2014 JK54
- (622557) 2014 JV64
- (622558) 2014 JE88
- (622559) 2014 JZ88
- (622560) 2014 JH91
- (622561) 2014 JF97
- (622562) 2014 KX17
- (622563) 2014 KR25
- (622564) 2014 KP28
- (622565) 2014 KV36
- (622566) 2014 KM52
- (622567) 2014 KJ82
- (622568) 2014 KT88
- (622569) 2014 KH106
- (622570) 2014 KU111
- (622571) 2014 KR112
- (622572) 2014 KU112
- (622573) 2014 KC113
- (622574) 2014 KY134
- (622575) 2014 KZ134
- (622576) 2014 LX1
- (622577) Mioriţa
- (622578) 2014 LT19
- (622579) 2014 LR20
- (622580) 2014 LK29
- (622581) 2014 LY30
- (622582) 2014 MW9
- (622583) 2014 MS11
- (622584) 2014 ML24
- (622585) 2014 MJ29
- (622586) 2014 ME31
- (622587) 2014 MC39
- (622588) 2014 MD43
- (622589) 2014 MV45
- (622590) 2014 MX50
- (622591) 2014 MM55
- (622592) 2014 MH58
- (622593) 2014 MN60
- (622594) 2014 MY73
- (622595) 2014 MT80
- (622596) 2014 NW5
- (622597) 2014 NX5
- (622598) 2014 NW16
- (622599) 2014 NP22
- (622600) 2014 NS26
- (622601) 2014 NN44
- (622602) 2014 NZ52
- (622603) 2014 ND56
- (622604) 2014 NO58
- (622605) 2014 NQ68
- (622606) 2014 NX68
- (622607) 2014 ND69
- (622608) 2014 OL
- (622609) 2014 OU19
- (622610) 2014 OQ41
- (622611) 2014 OJ47
- (622612) 2014 OA55
- (622613) 2014 OB81
- (622614) 2014 OS83
- (622615) 2014 OS95
- (622616) 2014 OG110
- (622617) 2014 OA118
- (622618) 2014 OD134
- (622619) 2014 OE153
- (622620) 2014 OF160
- (622621) 2014 OR195
- (622622) 2014 OF196
- (622623) 2014 OU205
- (622624) 2014 OR215
- (622625) 2014 OO216
- (622626) 2014 OD224
- (622627) 2014 OL236
- (622628) 2014 OG237
- (622629) 2014 OU242
- (622630) 2014 OO244
- (622631) 2014 OQ252
- (622632) 2014 OU261
- (622633) 2014 OU265
- (622634) 2014 OL270
- (622635) 2014 OE276
- (622636) 2014 OB294
- (622637) 2014 OO294
- (622638) 2014 OV296
- (622639) 2014 OP298
- (622640) 2014 OB303
- (622641) 2014 OC336
- (622642) 2014 OG343
- (622643) 2014 OQ368
- (622644) 2014 OL383
- (622645) 2014 OA389
- (622646) 2014 OQ399
- (622647) 2014 OM411
- (622648) 2014 OL432
- (622649) 2014 OB433
- (622650) 2014 OA453
- (622651) 2014 OR464
- (622652) 2014 PA3
- (622653) 2014 PP4
- (622654) 2014 PW13
- (622655) 2014 PH21
- (622656) 2014 PO47
- (622657) 2014 PF57
- (622658) 2014 PQ60
- (622659) 2014 PR61
- (622660) 2014 PY61
- (622661) 2014 PP73
- (622662) 2014 PQ74
- (622663) 2014 PG75
- (622664) 2014 QJ
- (622665) 2014 QZ7
- (622666) 2014 QM11
- (622667) 2014 QO21
- (622668) 2014 QT27
- (622669) 2014 QL30
- (622670) 2014 QQ46
- (622671) 2014 QD52
- (622672) 2014 QC69
- (622673) 2014 QP73
- (622674) 2014 QK96
- (622675) 2014 QV167
- (622676) 2014 QP168
- (622677) 2014 QD186
- (622678) 2014 QU187
- (622679) 2014 QU206
- (622680) 2014 QM238
- (622681) 2014 QF247
- (622682) 2014 QX248
- (622683) 2014 QG253
- (622684) 2014 QG258
- (622685) 2014 QV263
- (622686) 2014 QH279
- (622687) 2014 QT287
- (622688) 2014 QD289
- (622689) 2014 QN293
- (622690) 2014 QH297
- (622691) 2014 QE309
- (622692) 2014 QL321
- (622693) 2014 QO322
- (622694) 2014 QN349
- (622695) 2014 QG359
- (622696) 2014 QO366
- (622697) 2014 QH381
- (622698) 2014 QQ382
- (622699) 2014 QX383
- (622700) 2014 QX404
- (622701) 2014 QQ411
- (622702) 2014 QN417
- (622703) 2014 QO422
- (622704) 2014 QS423
- (622705) 2014 QZ438
- (622706) 2014 QD439
- (622707) 2014 QY447
- (622708) 2014 QQ454
- (622709) 2014 QB455
- (622710) 2014 QW460
- (622711) 2014 QD465
- (622712) 2014 QO472
- (622713) 2014 QE473
- (622714) 2014 QB475
- (622715) 2014 QY475
- (622716) 2014 QW483
- (622717) 2014 QC487
- (622718) 2014 QX491
- (622719) 2014 QC494
- (622720) 2014 QB495
- (622721) 2014 QZ497
- (622722) 2014 QH515
- (622723) 2014 QO518
- (622724) 2014 QC519
- (622725) 2014 QE519
- (622726) 2014 QX523
- (622727) 2014 RA20
- (622728) 2014 RG38
- (622729) 2014 RK45
- (622730) 2014 RV46
- (622731) 2014 RS66
- (622732) 2014 RU68
- (622733) 2014 RQ69
- (622734) 2014 RA73
- (622735) 2014 SO94
- (622736) 2014 SJ101
- (622737) 2014 SK104
- (622738) 2014 SX111
- (622739) 2014 SN118
- (622740) 2014 SO133
- (622741) 2014 SP134
- (622742) 2014 SK179
- (622743) 2014 SS209
- (622744) 2014 SV212
- (622745) 2014 SL217
- (622746) 2014 SU218
- (622747) 2014 SK241
- (622748) 2014 SS242
- (622749) 2014 SY245
- (622750) 2014 SF254
- (622751) 2014 SB256
- (622752) 2014 ST262
- (622753) 2014 SJ305
- (622754) 2014 SB313
- (622755) 2014 ST314
- (622756) 2014 SE325
- (622757) 2014 SB326
- (622758) 2014 SL328
- (622759) 2014 SJ339
- (622760) 2014 SH342
- (622761) 2014 SP342
- (622762) 2014 SC344
- (622763) 2014 SD345
- (622764) 2014 SJ360
- (622765) 2014 SX361
- (622766) 2014 SX364
- (622767) 2014 SY375
- (622768) 2014 SF381
- (622769) 2014 TH
- (622770) 2014 TX14
- (622771) 2014 TO22
- (622772) 2014 TN26
- (622773) 2014 TF31
- (622774) 2014 TS32
- (622775) 2014 TU44
- (622776) 2014 TF45
- (622777) 2014 TK46
- (622778) 2014 TQ51
- (622779) 2014 TU60
- (622780) 2014 TC90
- (622781) 2014 TQ96
- (622782) 2014 TN104
- (622783) 2014 TN109
- (622784) 2014 UC
- (622785) 2014 UK6
- (622786) 2014 UO24
- (622787) 2014 UU27
- (622788) 2014 UG44
- (622789) 2014 UQ51
- (622790) 2014 UP52
- (622791) 2014 UW54
- (622792) 2014 UK57
- (622793) 2014 UB67
- (622794) 2014 UR67
- (622795) 2014 UU72
- (622796) 2014 UN78
- (622797) 2014 UG83
- (622798) 2014 UN84
- (622799) 2014 UE100
- (622800) 2014 UB109
- (622801) 2014 UK117
- (622802) 2014 UX119
- (622803) 2014 UY123
- (622804) 2014 UD133
- (622805) 2014 UH141
- (622806) 2014 UH151
- (622807) 2014 UB156
- (622808) 2014 UP157
- (622809) 2014 UN162
- (622810) 2014 UO186
- (622811) 2014 UZ198
- (622812) 2014 UP199
- (622813) 2014 UK207
- (622814) 2014 US222
- (622815) 2014 UA231
- (622816) 2014 UL244
- (622817) 2014 UZ244
- (622818) 2014 UN258
- (622819) 2014 UF271
- (622820) 2014 VE7
- (622821) 2014 VR10
- (622822) 2014 VA19
- (622823) 2014 VD22
- (622824) 2014 VF29
- (622825) 2014 VB31
- (622826) 2014 VO31
- (622827) 2014 VR40
- (622828) 2014 WR9
- (622829) 2014 WJ15
- (622830) 2014 WQ19
- (622831) 2014 WL23
- (622832) 2014 WA27
- (622833) 2014 WD44
- (622834) 2014 WT49
- (622835) 2014 WE52
- (622836) 2014 WX60
- (622837) 2014 WO61
- (622838) 2014 WX64
- (622839) 2014 WN68
- (622840) 2014 WA70
- (622841) 2014 WO74
- (622842) 2014 WJ77
- (622843) 2014 WC82
- (622844) 2014 WH83
- (622845) 2014 WE93
- (622846) 2014 WL103
- (622847) 2014 WG111
- (622848) 2014 WH112
- (622849) 2014 WE125
- (622850) 2014 WH131
- (622851) 2014 WM131
- (622852) 2014 WN133
- (622853) 2014 WH134
- (622854) 2014 WW138
- (622855) 2014 WH139
- (622856) 2014 WY153
- (622857) 2014 WV163
- (622858) 2014 WJ177
- (622859) 2014 WC197
- (622860) 2014 WU199
- (622861) 2014 WL218
- (622862) 2014 WT223
- (622863) 2014 WU231
- (622864) 2014 WV238
- (622865) 2014 WR239
- (622866) 2014 WF253
- (622867) 2014 WQ264
- (622868) 2014 WU281
- (622869) 2014 WC300
- (622870) 2014 WD300
- (622871) 2014 WY302
- (622872) 2014 WZ315
- (622873) 2014 WB320
- (622874) 2014 WL325
- (622875) 2014 WN326
- (622876) 2014 WN346
- (622877) 2014 WY349
- (622878) 2014 WQ352
- (622879) 2014 WP357
- (622880) 2014 WO358
- (622881) 2014 WL390
- (622882) 2014 WJ396
- (622883) 2014 WU401
- (622884) 2014 WR407
- (622885) 2014 WM408
- (622886) 2014 WR417
- (622887) 2014 WY420
- (622888) 2014 WR436
- (622889) 2014 WZ441
- (622890) 2014 WT466
- (622891) 2014 WE471
- (622892) 2014 WQ483
- (622893) 2014 WO501
- (622894) 2014 WR512
- (622895) 2014 WN518
- (622896) 2014 WW521
- (622897) 2014 WT525
- (622898) 2014 WY536
- (622899) 2014 WA537
- (622900) 2014 WW562
- (622901) 2014 WJ569
- (622902) 2014 WF575
- (622903) 2014 WT575
- (622904) 2014 WS611
- (622905) 2014 XL12
- (622906) 2014 XV21
- (622907) 2014 XG42
- (622908) 2014 YM42
- (622909) 2014 YE51
- (622910) 2014 YP58
- (622911) 2014 YC68
- (622912) 2014 YG68
- (622913) 2014 YW95
- (622914) 2015 AZ2
- (622915) 2015 AS14
- (622916) 2015 AH22
- (622917) 2015 AR59
- (622918) 2015 AM60
- (622919) 2015 AK73
- (622920) 2015 AR73
- (622921) 2015 AX97
- (622922) 2015 AL124
- (622923) 2015 AO141
- (622924) 2015 AR152
- (622925) 2015 AW168
- (622926) 2015 AF223
- (622927) 2015 AT229
- (622928) 2015 AR239
- (622929) 2015 AC268
- (622930) 2015 AG298
- (622931) 2015 AH299
- (622932) 2015 BW2
- (622933) 2015 BW16
- (622934) 2015 BT21
- (622935) 2015 BK41
- (622936) 2015 BC53
- (622937) 2015 BQ66
- (622938) 2015 BS68
- (622939) 2015 BJ113
- (622940) 2015 BC115
- (622941) 2015 BY137
- (622942) 2015 BC189
- (622943) 2015 BJ204
- (622944) 2015 BO212
- (622945) 2015 BS226
- (622946) 2015 BQ265
- (622947) 2015 BO300
- (622948) 2015 BP304
- (622949) 2015 BO318
- (622950) 2015 BA321
- (622951) 2015 BF327
- (622952) 2015 BR332
- (622953) 2015 BO334
- (622954) 2015 BC342
- (622955) 2015 BK343
- (622956) 2015 BS386
- (622957) 2015 BF426
- (622958) 2015 BK428
- (622959) 2015 BO428
- (622960) 2015 BF434
- (622961) 2015 BO436
- (622962) 2015 BT466
- (622963) 2015 BO467
- (622964) 2015 BS471
- (622965) 2015 BM478
- (622966) 2015 BG484
- (622967) 2015 BP535
- (622968) 2015 BB558
- (622969) 2015 BB568
- (622970) 2015 BZ569
- (622971) 2015 CH7
- (622972) 2015 CR17
- (622973) 2015 CZ21
- (622974) 2015 CB26
- (622975) 2015 CO43
- (622976) 2015 CG45
- (622977) 2015 CQ64
- (622978) 2015 CV69
- (622979) 2015 CW69
- (622980) 2015 CK70
- (622981) 2015 DR2
- (622982) 2015 DH5
- (622983) 2015 DB28
- (622984) 2015 DT50
- (622985) 2015 DM62
- (622986) 2015 DG72
- (622987) 2015 DE99
- (622988) 2015 DD192
- (622989) 2015 DE209
- (622990) 2015 DY232
- (622991) 2015 DX239
- (622992) 2015 DN243
- (622993) 2015 DN247
- (622994) 2015 EY1
- (622995) 2015 EM5
- (622996) 2015 ED23
- (622997) 2015 EX37
- (622998) 2015 EM52
- (622999) 2015 EF61
- (623000) 2015 EQ74